# ゴールデンウェイ・ジャパン
ゴールデンウェイ・ジャパン株式会社（英: Goldenway Japan Co.,Ltd.）は、通貨関連店頭デリバティブ取引業を営む株式会社である。2019年4月1日に、旧社名：株式会社FXトレード・フィナンシャル、略称：FXTF、英: FXTrade Financial Co., Ltd.）からゴールデンウェイ・ジャパン株式会社に社名変更した。

## 概要
インターネットを介したオンライン店頭デリバティブ取引を一般投資家向けに行っている通貨関連店頭デリバティブ取引専業業者。2006年6月にエフエックスフォー・ジャパン株式会社として設立され、2008年8月社名を株式会社FXトレード・フィナンシャルに変更し、2012年12月には、本店を港区三田に移転。2019年4月1日にゴールデンウェイ・ジャパン株式会社に社名変更した。
2013年7月、フォレックス・マグネイト東京サミット2013において「ベストバイナリーオプションブローカー賞」を受賞する。
取引サービスはFXでは「FXTF MT4」、バイナリーオプションでは「バイトレ」を提供。
イメージキャラクターはタレントの小島瑠璃子(2016年4月1日 - )。

## 沿革
- 2006年（平成18年）6月-エフエックスフォー・ジャパン株式会社設立（東京都港区虎ノ門）。
- 2006年（平成18年）11月-本店を港区六本木に移転。
- 2007年（平成19年）3月-金融先物取引業登録（関東財務局長(金先)第174号）
- 2007年（平成19年）4月-営業開始（GFT社のIBとして媒介業務）。
- 2007年（平成19年）9月-第一種金融商品取引業者登録（関東財務局長(金商)第 258号）
- 2007年（平成19年）10月-サクソ銀行のホワイトラベル業者として相対業務へ移行。
- 2008年（平成20年）5月-FXTrade PTEを割当先とする第三者割当増資2500万円実施。（増資後資本金１億6850万円）
- 2008年（平成20年）7月-FX FOUR HOLDINGS LIMITEDが保有する全株をFXトレード・ホールディングス合同会社（旧合同会社ティー・アンド・オー。「FXT LLC」と略称。）が取得、さらに第三者割当増資8150万円（増資後資本金2億5000万円）を引受け、FXT LLCが経営権を取得。
- 2008年（平成20年）8月-社名を株式会社FXトレード・フィナンシャルへ変更、本店を港区芝へ移転。代表取締役社長に鶴泰治就任。
- 2008年（平成20年）9月-FXTrade PTEが保有する全株をFXT LLCに譲渡、FXT LLCが当社を完全子会社化。
- 2008年（平成20年）10月-FXT LLCを割当先とする第三者割当増資2億円実施

（増資後資本金4億5000万円）。24時間取引可能な「FXトレード」サービス、即時入金サービス、当日出金サービスを開始、同時に日興シティ信託銀行での全額信託保全を開始するなど、ビジネスモデルを全面リニューアル。
- 2009年（平成21年）3月-財務の健全化を目的に累損一掃のための減資2億円（減資後資本金2億5000万円）を実施、同時にFXトレード・ホールディングス合同会社を割当先とする第三者割当増資1億円実施（増資後資本金3億5000万円）。
- 2010年（平成22年）1月-改正内閣府令に対応した顧客区分管理信託方式に移行するため信託保全先を日興シティ信託銀行からDB信託株式会社に変更。
- 2010年（平成22年）7月-株式会社マットキャピタルマネージメントとの共同開発により売買支援サービス「マットＦＸＴＦ方程式」をリリース。
- 2010年（平成22年）8月-親会社ＦＸトレード・ホールディングスが合同会社から株式会社に形態変更。
- 2010年（平成22年）8月-店頭外国為替オプション取引バイナリーオプション【HIGH・LOW】サービスの取扱を開始。
- 2010年（平成22年）9月-ＦＸ自動売買【オートFX】サービスの取扱を開始。
- 2011年（平成23年）4月-イメージキャラクターにタレントの小倉優子を起用。
- 2011年（平成23年）5月-システムリスク管理態勢に係る外部検証を実施。（東京国際コンサルティング株式会社）
- 2011年（平成23年）5月-FXTFアフィリエイト・プログラム開始。
- 2011年（平成23年）6月-法人向け外国為替取引サービスを開始。
- 2011年（平成23年）8月-店頭外国為替証拠金取引【FXTF MT4】サービスの取扱を開始。
- 2011年（平成23年）9月-【FXTF MT4】 ユーザ専用の無料EA(Expert Advisor) 【MT4i】 をリリース。
- 2011年（平成23年）12月-FXトレード・ホールディングス株式会社が保有する全株をFXTrade PTE（「FXTP」と略称）に譲渡。FXTP が経営権取得し当社を完全子会社化。
- 2012年（平成24年）1月-【HIGH・LOW】スマートフォン取扱開始。
- 2012年（平成24年）3月-店頭外国為替オプション取引バイナリーオプション【HIGH・LOW MAJOR】サービスの取扱を開始。
- 2012年（平成24年）12月-本店を港区三田に移転。
- 2013年（平成25年）3月-投資支援ツール「FXTF 未来チャート」取扱い開始。
- 2013年（平成25年）7月-フォレックス・マグネイト東京サミット2013において「ベスト・バイナリーオプションブローカー」賞受賞。
- 2013年（平成25年）11月-店頭外国為替オプション取引バイナリーオプション【バイトレ】サービスの取扱を開始。

店頭外国為替オプション取引バイナリーオプション【HIGH・LOW】【HIGH・LOW MAJOR】サービスの取扱を終了。
- 2013年（平成25年）12月-【バイトレ】スマートフォン取扱を開始。
- 2014年（平成26年）1月-ＦＸ自動売買【オートFX】サービスの名称を「FXTF ミラートレーダー」に変更。
- 2014年（平成26年）2月-店頭外国為替オプション取引バイナリーオプション【バイトレ】サービスにレンジバイナリーオプション取引を追加。
- 2014年（平成26年）7月-店頭外国為替オプション取引バイナリーオプション【バイトレ】サービスにタッチバイナリーオプション取引を追加。ＦＸ自動売買【FXTF ミラートレーダー】スマートフォン取り扱いを開始。
- 2014年（平成26年）8月-店頭外国為替オプション取引バイナリーオプション【バイトレ1000】サービスの取扱を開始。
- 2014年（平成26年）10月-【バイトレ1000】スマートフォン取扱を開始。
- 2014年（平成26年）12月-【らくらくFX】サービス開始。
- 2015年（平成27年）4月-【らくらくFX】スマートフォン取扱を開始。
- 2015年（平成27年）6月-店頭外国為替オプション取引バイナリーオプション【バイトレ1000】サービスの取扱を終了。
- 2015年（平成27年）7月-店頭外国為替オプション取引バイナリーオプション【バイトレ】に1000円ペイアウト実装。
- 2015年（平成27年）7月-投資支援ツール「FXTF 未来チャート」スマートフォン取扱い開始。
- 2015年（平成27年）7月-【FXTF MT4】1000通貨コース 取扱い開始。
- 2015年（平成27年）8月-ＦＸ自動売買【FXTF ミラートレーダー】にヘッジファンドストラテジーを追加。
- 2016年（平成28年）4月-イメージキャラクターにタレントの小島瑠璃子を起用。
- 2016年（平成28年）4月-一般社団法人日本ブロックチェーン協会(JBA)の設立に参画。
- 2016年（平成28年）7月-店頭外国為替証拠金取引【高速FX】サービスの取扱を終了。
- 2016年（平成28年）9月-「イオン銀行」と「セブン銀行」をクイック入金の提携先金融機関に追加。
- 2016年（平成28年）9月-ブラウザ版MT4【FXTF MT4 ウェブトレーダー】取扱を開始。
- 2016年（平成28年）10月-【FXTF MT4】CFD銘柄「日経225先物、NYダウ先物、WTI原油先物、金」の価格配信を開始。
- 2016年（平成28年）11月-【らくらくFX】サービスの取扱を終了。
- 2016年（平成28年）11月-ラジオNIKKEI第1でFXTF主催のラジオ番組「トレードパーティ♪」放送開始[4]。
- 2016年（平成28年）11月-【FXTF ミラートレーダー】サービスの取扱を終了。
- 2017年（平成29年）5月-ビットトレード株式会社をグループ会社化（出資比率25％）し、ビットコイン事業に本格参入。

- 2018年（平成30年）12月-実質的な経営権がUpper Joyful Limited,からGoldenway Investments Holdings Limitedに異動。

- 2019年（平成31年）2月-代表取締役に呉一帆就任。
- 2019年（平成31年）4月-ゴールデンウェイ・ジャパン株式会社に商号変更。
- 2019年（平成31年）6月-ゴールデンウェイ・ジャパン株式会社の社長交代、新社長に呉一帆就任。